# Problemas de un adolescente
Problemas de un Adolescente (James at 15, versión original) era una serie de televisión estadounidense producida y emitida por la NBC en la temporada 1977-1978, como consecuencia del éxito obtenido por la película de televisión del mismo nombre, emitida meses antes.
El protagonista es James Hunter (Lance Kerwin),  quien es hijo de un profesor de universidad (Linden Chiles) quien se trasladó con su familia de un extremo a otro del país para trabajar, trasplantando a James de Oregón a Boston, Massachusetts. James, que soñaba con ser fotógrafo profesional, tenía una difícil convivencia en su nuevo barrio y con sus nuevos amigos. La serie fue altamente elogiada por su realismo y sensibilidad.

## Curiosidades
- Kevin Williamson, el creador de Dawson's Creek, citó esta serie como influencia importante en él y confesó haberla tomado como inspiración para esta serie.

- Lance Kerwin tuvo una meteórica carrera en el cine, después del éxito en esta serie, pero tuvo serios problemas de alcoholismo y drogadicción, por lo que se retiró de su carrera y se refugió en la Iglesia del Calvario, convirtiéndose en pastor.